# Колодій Петро Несторович
Петро Несторович Колодій український політик. Голова Львівської обласної ради VI демократичного скликання (23 листопада 2012 — 12 листопада 2015).

### Освіта
У 2002 році вступив до Національної академії державного управління при Президентові України (спеціальність — державне управління), яку закінчив у 2005 році.

## Трудова діяльність
У 2006 році обраний депутатом Львівської обласної ради V демократичного скликання. Був членом постійної комісії з питань місцевого самоврядування та адміністративно-територіального устрою. Очолював комісію з питань поновлення прав реабілітованих. Працював у складі тимчасових контрольних комісій з вирішення проблемних питань ТзОВ ЛАЗи 
З вересня 2009 року — заступник голови Львівської обласної ради.
З грудня 2010 року — перший заступник голови Львівської обласної ради. В цей період один з пріоритетних напрямів роботи — участь в міжнародній співпраці Львівської обласної ради. Йдеться, насамперед, про участь в роботі українсько-польської Міжурядової координаційної ради з питань міжрегіонального співробітництва (далі — МКРМС). У складі МКРМС створено кілька комісій, які займаються вивченням конкретної проблематики. Брав участь у засіданнях Комісії з питань пунктів пропуску та прикордонної інфраструктури українсько-польської Міжурядової Координаційної Ради з питань міжрегіонального співробітництва, яке відбулося 28.03.2012 р. в Ягодині; у 10-му засіданні українсько-польської Міжурядової Координаційної Ради з питань міжрегіонального співробітництва, яке відбулося в 28.03.2012 року в Міністерстві внутрішніх справ у Варшаві.

З листопада 2012 по листопад 2015 року — голова Львівської обласної ради. У той же час очолює Асоціацію органів місцевого самоврядування «Єврорегіон Карпати — Україна».
Співзасновник польсько-українського «Фестивалю Партнерства», який став одним з найбільших заходів реалізованих з ініціативи ГК РП у Львові спільно з українськими партнерами. Проєкт має багатовимірний характер: культурний, популяризаторський, науковий, а також політичний. Фестиваль засновано в 2012 році з ініціативи Генерального Консула Ярослава Дрозда.
В 2013 році Львівська обласна рада на чолі з Колодієм за реалізацію проєкту «Формування та впровадження обласної політики мобілізації ресурсів з метою підтримки місцевих ініціатив» була першою та єдиною в Україні, хто заслужено отримав спеціальну відзнаку конкурсу Ради Європи «Кращі практики місцевого самоврядування — 2013»
В рамках транскордонної співпраці Петро Колодій підтримував проєкти МТД — це співпраця за  Програмою розвитку ООН, а також проєкти за підтримки Фонду «Східна Європа», зокрема «Розумне енергозбереження для добробуту громад Львівщини»– проведено конкурс серед малихміст Львівської області з метоюпроведення енергоаудитів бюджетної сфери та тепломереж міст, а також дофінансування пілотних проєктів у сферіенергозбереження. Для реалізації проєкту відібрано міста Жовква та Кам'янка-Бузька. Також у рамках реалізації проєкту проведенозаходи з енергозбереження наоб'єктах галузіохорони здоров'я.
Петро Колодій також наголошував, що на шляху вступу до ЄС Україна повинна скористатись досвідом Польщі у впровадженні важливих реформ
На посаді голови Львівської обласної ради ініціював впровадження Програми «Електронна Львівщина», мета якої — підвищення ефективності управління соціально-економічним розвитком Львівської області, розвиток інформаційного суспільства із забезпеченням максимального залучення мешканців регіону до цього процесу, рівності громадян незалежно від місця їх проживання в дотриманні їх конституційних прав із застосуванням сучасних інформаційно-комп'ютерних технологій та технологій електронного урядування.
Як голова обласної ради Колодій неодноразово наполягав на необхідності дерегуляції бізнесу в Україні. Адже лише на регіональному діяло близько сорока контролюючих органів.
В 2015 році Петро Колодій ініціював створення при Львівській облраді Молодіжного студентського парламенту, який би став ефективним дорадчим органом та органом контролю за діяльністю найвищого представницького органу влади на території Львівської області. [Архівовано 2 червня 2019 у Wayback Machine.]

## Статки
За даними електронної декларації володіє 3 автомобілями (Toyota Camry 2007, Audi A5 2010 і Mercedes-Benz 609 1987 р) і квартирою у Львові.

## Ініціативи та громадська діяльність
22 листопада 2013 року ініціював та очолив Координаційну раду, до складу якої увійшли громадські організації, студентство Львівщини та політичні сили, які об'єдналися у зв'язку зі загрозою зриву підписання Угоди про асоціацію між Україною та ЄС.
Засновник благодійного товариства «Мій тато захищає Україну», в рамках якого діти учасників АТО та Небесної Сотні беруть участь в освітніх та розважальних заходах, а також мають можливість оздоровлюватися та відпочивати в Україні та за кодоном.
Член опікунської ради Академічного молодіжного симфонічного оркестру «INSO»

## Нагороди та відзнаки
- Орден «За заслуги» ІІІ ст. (1 грудня 2015) — за значний особистий внесок у державне будівництво, соціально-економічний, науково-технічний, культурно-освітній розвиток Української держави, вагомі трудові досягнення, багаторічну сумлінну працю[12]